# 1904 Massevitch
1904 Massevitch este un asteroid din centura principală, descoperit pe 9 mai 1972, de Tamara Smirnova.